# Turmschatten
Turmschatten ist ein politischer Thriller und der Debütroman des Schriftstellers Peter Grandl aus dem Jahr 2020. Der Roman erschien erstmals ab 2015 regelmäßig als Fortsetzungsgeschichte auf der Buchplattform Wattpad und erhielt dort 2019 (noch unvollendet) den Watty-Award als bester Thriller des Jahres. 2020 erschien bei Das Neue Berlin, einem Verlag der Eulenspiegel Verlagsgruppe, eine erste vollständige Fassung als Hardcover-Ausgabe. 2022 erwarb der Piper Verlag die Buchrechte an dem Werk und veröffentlichte als überarbeitete Neuausgabe das Originalmanuskript in einer Paperback-Ausgabe.

## Handlung
2010: In einer nicht näher beschriebenen deutschen Großstadt erwirbt Ephraim Zamir, ein alter Mann jüdischen Glaubens, einen dreistöckigen Turm, ursprünglich ein Hochbunker. Zamir bietet der jüdischen Gemeinde an, den stockenden Bau einer neuen Synagoge aus privaten Geldern zu finanzieren.
Eine ortsansässige Neonazi-Kameradschaft unter Einfluss des NPD-Politikers Wilhelm Thielen fasst den Plan, Ephraim Zamir gewaltsam von seinem Vorhaben abzubringen.
Die drei Neonazis Karl Rieger, Gottfried Wegener (genannt Steiner) und Udo Rennicke werden beauftragt Zamir in seinem Turm zu überfallen. Als Lockvogel dient ihnen dabei der dreizehnjährige Neonazi Thomas Worch, um Zugang zu dem massiven Bauwerk zu bekommen.
Die vier Rechtsradikalen treffen allerdings nicht auf Ephraim Zamir, sondern seine gehörlose Haushälterin Esther Goldstein, die vorsätzlich durch den Jungen Thomas Worch erschossen wird. Sie beschließen daraufhin auf Zamir zu warten und diesen ebenfalls zu ermorden. Den Jungen schicken sie in Karl Riegers Wohnung, wo er ihre Rückkehr abwarten soll.
Als Ephraim Zamir nach Hause kommt und den Turm betritt, bemerkt er sofort, dass etwas nicht stimmt. Der Hinterhalt der drei verbliebenen Neonazis misslingt. Zamir kann trotz seines hohen Alters die drei Neonazi unschädlich machen und in seine Gewalt bringen. Schließlich entdeckt er Esther Goldstein tot in einer Gefriertruhe.
Zunächst aus Wut und Rache beschließt er die drei gefangenen Neonazis nacheinander im Keller des Turms einer brutalen Vernehmung zu unterziehen und diese live als Videostream ins Internet zu übertragen. Die Empfänger werden dazu aufgefordert zu entscheiden, ob seine Geiseln hingerichtet werden sollen. Pro Geisel sind hierfür von Zamir eine Million „Likes“ gefordert.
Die Verhöre mit der Abstimmung gehen im Internet rasend schnell viral und ziehen dadurch auch die Aufmerksamkeit der Medien und der Polizei auf sich. Der Sender Tele-Pro hat als erstes ein Team vor Ort mit der Reporterin Stephanie Benedikt. Der Programmdirektor Marc Kleinfeld erkennt sofort das Quotenpotential der Geiselnahme und lässt von nun ab durchgehend live mit Werbeunterbrechungen berichten. Im Studio übernimmt die bekannte Journalistin Carla von Stein die Sendung.
Die örtliche Polizei unter Leitung von Kriminaloberkommissar Markus Erdmann und Kriminalkommissar Manfred Danner haben zunächst alle Hände damit zu tun die Schaulustigen vom Turm fernzuhalten. Das Spektakel lockt immer mehr Menschen und Journalisten an, vor allem aber auch Neonazi- und Antifa-Gruppen. Hundertschaften der Polizei bilden einen Schutzwall aus Gittern rund um den Turm. Unterstützt werden sie schließlich durch ein Spezialeinsatzkommando (SEK) unter Leitung von Kriminalhauptkommissar Achim Schuster, die Einsatzleitung und Koordination übernimmt ab diesem Zeitpunkt der farbige Kriminalhauptkommissar Michael Koch.
Die Bewährungshelferin Marie Stresemann trifft ebenfalls am Turm ein. Ihr Schützling Karl Rieger ist einer der Geiseln, der einen Tag zuvor vergeblich versucht hat ihr die geplante Geiselnahme zu beichten. Sie plagen große Schuldgefühle und als schließlich Ephraim Zamir telefonisch Kontakt mit ihr aufnimmt, wird sie für die Polizei zum wichtigen Erstkontakt der Geiselnahme.
Im Auftrag des Bundesnachrichtendienstes (BND) schließt sich Nahost-Experte Volker Conrad dem Polizeiteam an. Er übermittelt brisante Informationen über Ephraim Zamir, dessen gesamte Familie im Holocaust ermordet wurde und der nach dem Krieg als Spezialagent des israelischen Geheimdienstes Mossad tätig war. Der BND befürchtet, dass der Mossad auch bei dieser Geiselnahme involviert sein könnte, was wiederum diplomatische Konflikte zur Folge haben könnte.
Als schließlich die Vernehmung des Neonazis Steiner gegen Mitternacht dazu führt, dass eine Million Menschen für seinen Tod voten, macht Ephraim Zamir ernst und setzt seiner Geisel vor laufender Kamera eine Gasmaske auf. Das SEK-Kommando erhält den Befehl zum Zugriff, doch der planmäßige Einsatz schlägt fehl. Weder das Haupttor des Turms, noch die Fenster lassen sich sprengen. Die Tränengasgranaten prallen ab und zünden außerhalb des Turms. Der Wind trägt die reizenden Chemikalien in die Menge der Zivilisten. Chaos bricht aus, gleichzeitig überwinden Radikale beider Seiten die Absperrungen und gehen aufeinander los, mittendrin die Hundertschaften der Polizei. Während sich das Areal rund und den Turm zum Schlachtfeld verwandelt, vollendet Ephraim Zamir in seinem Inneren die erste Hinrichtung.
Erst jetzt wird der Polizei klar, dass das Bauwerk kein mittelalterlicher Wehrturm ist, sondern ein scheinbar uneinnehmbarer Hochbunker aus dem Zweiten Weltkrieg.
Im weiteren Verlauf der Handlung beginnt die Polizei einen Wettlauf gegen die Zeit, um die beiden verbliebenen Geiseln zu retten, während vor allem Tele-Pros Live-Berichterstattung alle Quotenrekorde schlägt und dabei jeglichen journalistischen Ethos beiseite kehrt. Und auch der dreizehnjährige Neonazi Thomas Worch bleibt vor Medien und Ermittlungen nicht verschont.

## Entstehung
Peter Grandl veröffentlichte jedes neue Kapitel kostenlos auf der Buchplattform Wattpad. Über Buch-Blogger kam Turmschatten zu einer gewissen Medienpräsenz. Nach und nach erschienen auch positive Besprechungen in Publikumsmedien, darunter die Süddeutsche Zeitung.
Im September 2020 wurde Turmschatten mit dem Literaturpreis „Harzer Hammer“ des Mordsharz-Krimifestivals als bester Debütroman des Jahres ausgezeichnet.
Im November 2020 erwarb der Piper Verlag die Buchrechte an Turmschatten, um diesen erneut zu veröffentlichen, diesmal als ungekürzte Originalausgabe. Auf Grund der COVID-Pandemie wurde die Neuausgabe auf den Sommer 2022 verschoben. Am 28. Juli erschien Turmschatten im Piper Verlag als Paperback-Ausgabe.

## Rezeption
Süddeutsche Zeitung
„…ein gewagter, kontroverser Plot (…) Auch sonst ist die im Jahr 2010 spielende Handlung sehr nah an der bundesrepublikanischen Wirklichkeit dran. Die NS-Zeit, das Oktoberfest-Attentat, das Geiseldrama von Gladbeck, die Wahlerfolge der NPD, der geplante Anschlag auf die Münchner Synagoge: Das alles wird im Roman in Beziehung gesetzt, über die Figuren oder die bereits sehr filmisch wirkende Montage, die die Handlung bis zum überraschenden, den moralischen Kompass noch einmal neu einstellenden Finale vorantreibt. Ein Thriller mit knapp 600 herausfordernden Seiten, die wegen der spannenden Handlung aber schnell verfliegen.“
Culturmag / Thomas Wörtche
„›Turmschatten‹ ist unfasslich spannend, ein Page Turner, bei dem sogar die Flashbacks (jede Figur hat ihren sinnvollen Hintergrund) interessant sind. Überall ist die aktuelle Zeitgeschichte eingewoben, eine chronique scandaleuse des rechtsradikalen Terrors in der Bundesrepublik.“
RTL.de
„‚Turmschatten‘ von Peter Grandl ist einer der besten und der eindrucksvollste Politthriller, den ich in den letzten Jahren gelesen habe. Grandl gelingt dabei eine Gratwanderung. Ohne Zweifel werden die drei Neonazis Opfer eines Verbrechens. Sie sind Gefangene eines Geiselnehmers, der nicht gerade zimperlich mit ihnen umgeht, trotzdem mag kein Mitleid aufkommen. Denn sie sind auch Gefangene ihrer grausamen Ideologie. Doch Grandl stellt die drei nicht als eindimensionale Idioten dar, sondern als vielschichtige Menschen, deren Weg in den Rechtsextremismus man durchaus nachvollziehen – wenn auch nicht verstehen – kann. Es ist erschreckend wie realitätsnah ‚Turmschatten‘ ist.“

## Auszeichnungen
- 2019: Wattpad WattyAward – „Turmschatten“, Bester Thriller[7]
- 2020: Mordsharz-Festival – „Turmschatten“, Bester Debütroman[8]

## Nominierungen
- 2020: Crime Cologne Award – „Turmschatten“
- 2021: Friedrich-Glauser-Preis – „Turmschatten“
- 2023: Skoutz-Award – „Turmschatten“[9]

## Verfilmung
Am 13. August 2023 gab Paramount+ bekannt, Turmschatten als sechsteilige Serie verfilmt zu haben. Die Hauptrollen spielen unter anderem Heiner Lauterbach, Klaus Steinbacher und Désirée Nosbusch. Regie führte Hannu Salonen. Peter Grandl verfasste mit Christian Limmer die Drehbücher zu der TV-Serie. Turmschatten hatte am 30. Juni 2024 anlässlich des Filmfest München seine Weltpremiere. Die Serie startete zunächst am 15. November 2024 in Deutschland auf Sky, danach auch auf Prime Video und Apple TV+.

## Fortsetzungen
Mit dem Titel Turmgold erschien am 1. Dezember 2022 die Fortsetzung ebenfalls im Piper-Verlag. Zeitgleich wurde bekannt, dass zwei weitere Bände die Reihe ergänzen werden. Der Band Turmerbe wird den Abschluss der Trilogie bilden. Turmbau soll als Prequel zu der Trilogie erscheinen.

## Buch- und Hörbuchausgaben
- Turmschatten Hardcover, Das Neue Berlin, 2020, 592 S., ISBN 978-3-360-01356-9
- Turmschatten Paperback, Piper Verlag, 2022, 592 S., ISBN 978-3-492-06321-0
- Turmschatten Hörbuch nach der Piper-Vorlage, HörbucHHamburg HHV
- Turmgold, Piper Verlag, ISBN 978-3-492-06322-7